# Филиппович, Михаил Матвеевич
Михаи́л Матвее́вич Филиппо́вич (27 мая (8 июня) 1896, Минск — 1947, Москва) — белорусский советский живописец, график, этнограф, педагог. Один из первых отечественных художников, обратившихся к национальной тематике.

## Биография
Родился 8 июня (27 мая по старому стилю) 1896 года в Минске в семье железнодорожника, крестьянина Борисовского уезда, отставного унтер-офицера Матвея Космовича Филипповича и его жены Елены Фадеевны. Родители умерли, когда Михаилу было 4 года. Сначала с братом и сестрами жил в семье старшей замужней сестры, потом воспитывался в семье дяди, коваля Фадея Фадеевича Гурского, который жил в Марковском переулке в Минске. Учился в церковноприходской школе.
Учился: в Минском реальном училище (1910—1917), у К. Е. Ермакова и Д. М. Полозова; в Московском граничном институте (1918—1919) и, одновременно, в частной студии А. П. Хатулёва; в Государственных свободных художественных мастерских (Москва) у К. А. Коровина (1919—1921); позже — в Высшем художественно-техническом институте (ВХУТЕМАС) у А. Д. Древина и Р. Р. Фалька (1925—1930).
В сентябре 1921 года участвовал в первой советской выставке в Минске. Экспонировалась 20 произведений художника, в том числе формалистичных («Супрематизм» («Конструкция плоскостей»), «Максимальное выявление цвета» и др.), из которых ни одно не дошло до сегодняшнего времени. Первая персональная выставка М. Филипповича состоялась в Минске в августе 1922. В указанных на ней произведениях был виден поворот к фольклорной части белорусского наследия («на Купалье», «Хоровод (Ляльник)», «Сказочный сюжет»).
В 1922—1923 гг. — был художественным инструктором отдела изобразительного искусства при Галовпалитатствеце в Минске. В 1923 г. — заведовал оформлением Белорусского павильона на Всесоюзной сельскохозяйственной выставке в Москве, в 1923—1925 гг. — работал заведующим художественным отделом в Белорусском государственном музее. В 1927 г. вступил в Всебелорусское объединение художников. В том же году принимал участие в белорусском разделе советского павильона международной выставки «Искусство книги» в Лейпциге. В 1929 году Примо участие в III Всебелорусской художественной выставке (картина «Битва на Немиге» и ещё около 40 картин). В 1930-х — находился в длительной творческой командировке в Средней Азии, известна открытка на среднеазиатскую тематику «В чайхане» изданная издательством «Изогиз» в 30-е годы тиражом 20 тыс. экземпляров.
Участник Великой Отечественной войны. В 1944—1945 гг. — заведующий художественным отделом Государственного издательства в Минске.
Умер в 1947 году в Москве. До сих пор биография художника слабо изучена.

## Творчество
Работал в технике масляной живописи и акварели, работал в книжной графике, в годы Великой Отечественной войны создал серию антифашистских карикатур. Большую значимость имеют зарисовки народной одежды, сделанные Филипповичем на Минщине, Слуцком, Могилёвщине, Полесье. Произведения М. Филипповича определяются ярким национальным колоритом, самобытностью.
Приверженность академического реализма во время обучения в Москве меняется восторгом импрессионизмом. После знакомства с творчеством и теорией К. Малевича начинается Супрематический период. В сентябре 1921 г. в Минске выставляет произведения «супрематизм», «Максимальное выявление цвета», «Конструкция плоскостей».
После возвращения в Беларусь продолжает изучать образцы белорусского народного искусства. В результате его путешествий по Беларуси для БДМ было составлено 10 альбомов с зарисовками тканей, резьбы, народных костюмов, крестьянских застроек и предметов быта. Работа его и сегодня представляет интерес для знатоков славянских культур.
М. Лебедевой, Н. Филипповичем, А. Тычиной был составлен альбом слуцких поясов, для чего пришлось им «копать» архивы музеев Москвы, Ленинграда, Смоленска и др. В 1924 года либо «Слуцкие пояса» был издан Инбелкультом.
Самобытное искусство М. Филипповича вообще является этнографическим. Впервые в белорусском искусстве были созданы портреты белоруса, в которых художнику удалось наказать характер своего народа. Наиболее удачные живописные полотна — «Группа на ярмарке», «Белорусы в древнем одеянии», «Дударь» и др.
Одна из первых картин на народную тематику — «Сказка» («Сказочный сюжет»). В 1921—1922 г. создает ряд картин на этнографические мотивы: «На Купалье», «Весна», «Скачки через костер», «Хоровод», «Народное гулянье». В композиции «На Купалье» художник зафиксировал многие национальные виды искусства — танец-хоровод, одежда, украшение праздника цветами и зеленью.
Одновременно работает как иллюстратор. В 1922 г. иллюстрирует «Босых на костре» М. Черота. В 1924 г. образовал графический цикл иллюстраций к белорусским народным сказкам «Сучкин сын», «Иванушка-дурачок», «Полешук и черт».
В 1930-х появляются произведения на среднеазиатские мотивы. Во времена войны принимает участие в оформлении периодических изданий, в том числе в журнале «Партизанская Дубинка». В последние годы жизни работал в жанре лирического пейзажа.
Змитрок Бядуля описал свои впечатления от натюрморта «Сирень и Купальница» следующим образом: «Букет сирени-в разных переливах, такая свежесть цветов, аж кажется: слышишь запах сирени, слышишь весну. Правда, есть зачастую незавершенность. Сразу видим, что художник определенной дороги в своем творчестве еще не нашел. Каждый образ как бы говорит: „дорисовывай сам!“ — и будит фантазию зрителя».

## Интересные факты
- Нарисовал первую обложку журнала Полымя.

## В искусстве
- Скульптор Меер Айзенштат в 1939 году создал бюст художника.

## В филателии
- В 2021 году, к 125-летию со дня рождения художника, был выпущен конверт с оригинальной маркой «Живопись. Михаил Матвеевич Филиппович. 1896—1947». Дизайн конверта и спецштемпеля Елены Медведь.
- Почта Беларуси в 2002 году выпустила почтовую марку с изображением картины Михаила Филипповича «Битва на Немиге».
- С 4 февраля по 4 апреля 2021 года в Национальном художественном музее РБ проходила выставка, посвященная 125-летию Михаила Филипповича.